# Bocquillonia
Bocquillonia es un género con 16 especies descritas de plantas con flores perteneciente a la familia de las Euphorbiaceae. Nativas de Nueva Caledonia.

## Taxonomía
El género fue descrito por Jacob Gijsbert Boerlage y publicado en Adansonia 2: 225. 1862. La especie tipo no ha sido designada.

## Especies
| - Bocquillonia arborea - Bocquillonia brachypoda - Bocquillonia brevipes - Bocquillonia castaneaefolia - Bocquillonia castaneifolia - Bocquillonia codonostylis - Bocquillonia goniorrhachis - Bocquillonia grandidens - Bocquillonia longipes | - Bocquillonia lucidula - Bocquillonia nervosa - Bocquillonia phenacostigma - Bocquillonia rhomboidea - Bocquillonia schistophila - Bocquillonia sessiliflora - Bocquillonia spicata - Bocquillonia spinuligera |